# واد أنسكمير
واد أنسڭميرأو واد آيت عياش، هو واد ينتمي للحوض المائي لملوية العليا ومن أهم روافد نهر ملوية، يقطع جماعة آيت عياش بإقليم ميدلت بشكل طولي، وينبع من جبل العياشي. تشتهر ضفاف الوادي بزراعة فاكهة التفاح، وهو من أشهر المناطق في المغرب على مستوى إنتاج التفاح. يتزود الواد بالمياه من سد تامالوت، وهو سد يقع على تراب جماعة تونفيت، تم تنزيل أشغاله عام 2008، واستغرقت مدة إنجازه حوالي ست سنوات، بغلاف مالي يقدر ب64 مليار سنتيم. تبلغ حقينة السد حوالي 50 مليون متر مكعب، ويخول تنظيم ما يناهز 40 مليون مترا مكعبا سنويا، بما فيها تزويد الساكنة بالماء الصالح للشرب، وسقي حوالي 5000 هكتارا الأشجار المثمرة، والمساهمة في تطعيم الفرشة المائية والحماية من الفيضانات.